# Cesc Gelabert
Cesc Gelabert, de nom complet Francesc Gelabert i Usle, (Barcelona, 1953) és un ballarí i coreògraf català, de renom internacional i pioner de la dansa contemporània a Espanya. Juntament amb Lydia Azzopardi, és el fundador i director de la Gelabert-Azzopardi Companyia de Dansa des del 1985.

## Biografia
Nascut a Barcelona, Cesc Gelabert comença a estudiar dansa a l'estudi d'Ana Maleras el 1969 i aprofundeix la seva formació amb classes de jazz i dansa contemporània. En paral·lel, no deixa de jugar a futbol, pel qual sent una gran afició, i inicia estudis d'arquitectura a la Universitat Politècnica de Barcelona. Crea la seva primera coreografia el 1972 i l'any següent el primer solo, Acció-0, en col·laboració amb el pintor i escenògraf Frederic Amat. Se'n va a Londres on rep classes de Matt Mattox.
De tornada a Barcelona, crea la seva primera companyia de dansa i el 1976 comença a actuar al Teatre Lliure. El 1978 se'n va a Nova York, on participa en coreografies col·lectives i realitza solos. L'èxit que va tenir amb l'espectacle My Old Corduroy Suit al Teatre Kitchen l'integra definitivament al panorama de la dansa contemporània de la ciutat.
Se'n torna a Barcelona el 1980, on comença a treballar amb la ballarina Lydia Azzopardi. El 1985 fan el primer espectacle de gran format en comú, Desfigurat, que donarà lloc a la creació de la companyia que duu el nom d'ambdós. El mateix any el fundador del Teatre Lliure, Fabià Puigserver, els ofereix produir espectacles com a companyia resident i associada. Les creacions Requiem (Verdí), el 1987, i Belmonte, el 1988, són considerades fites en la història de la dansa a Espanya. En totes dues, Cesc Gelabert comptà amb la col·laboració de Carles Santos per la música i Frederic Amat pel vestuari i l'escenografia. La companyia surt llavors de gira per Espanya i participa en festivals internacionals d'Europa i Iberoamèrica.
A finals dels anys 1980, arran de la trobada amb Nele Hertling, directora del Hebbel Theater de Berlín, la companyia Gelabert-Azzopardi inicia una coresidència amb aquest teatre berlinès, que durarà fins al 2003. En aquells anys Cesc coneix i col·labora amb el coreògraf alemany Gerhard Bohner amb el qual l'unirà una gran amistat. A la mort d'aquest el 1992, Cesc crea els espectacles Im Goldenen Schnitt I i Im Goldenen Schnitt II en què reinterpreta coreografies de Bohner. Tots dos espectacles feren llargues gires internacionals d'èxit i Im Goldenen Schnitt I se seguia representant a principis de la dècada dels 2010.
Des del 2003, la companyia Gelabert-Azzopardi és companyia resident del Teatre Lliure de Barcelona. El 2003 i el 2004, Cesc Gelabert creà la coreografia dels solos In a Landscape per a Mikhail Baryshnikov, i The Measurer per a David Hughes. Creà també coreografies per al Balletto di Toscana (Florència, Itàlia), el Tanztheater Komische Oper (Berlín), el Ballet Gulbenkian (Lisboa, Portugal) i la companyia Larumbe Danza (Coslada, Espanya).

## Premis
Cesc Gelabert ha rebut nombrosos guardons, entre altres:
- la Medalla d'Or al Mèrit en les Arts Escèniques i el Premi Nacional de Dansa, que concedeix el Ministeri de Cultura d'Espanya
- el Premi Nacional de Dansa de la Generalitat de Catalunya
- el Premi Ciutat de Barcelona (1987 i 2005)
- el Premi Max de les Arts Escèniques al Millor Coreògraf i al Millor Intèrpret Masculí de Dansa (2004 i 2005)
- el The Herald 2004
- l'Angel Award del Festival Internacional d'Edimburg
- la Medalla d'Or al Mèrit Cultural de l'Ajuntament de Barcelona (2020)[5]

## Coreografies
- Defigurat (1986)
- Requiem de Verdi (1987)
- Belmonte (1988)
- Belmonte II (1991)
- El somni d'Artemis (1991)
- Kaalon Kakoon (1992)
- Augenlid (1993)
- El jardiner (1994)
- Armand Dust (1995)
- Armand Dust II / Thirst (1996)
- Zumzum Ka (1998)
- Useless (2000)
- 8421 Viene regando... (2003)
- Glimpse (2004)
- Psitt!! Psitt!! Caravan (2005)
- Orion (2007)
- Sense Fi Conquassabit (2009)
- Belmonte (1988) (2010)

## Solos
- Bujaraloz (1982)
- Suspiros de España (1984)
- Vaslav (1989)
- Pops amb potes de camell (1990)
- Ninety-nine blows (1990)
- Muriel's variation (1994)
- Im (goldenen) Schnitt I (1996)
- Im (goldenen) Schnitt II (1999)
- Preludis (2002)
- Glimpse (2004)